# Liste von Persönlichkeiten der Stadt Teuchern
Die Liste von Persönlichkeiten der Stadt Teuchern enthält Personen, die in der Geschichte der Einheitsgemeinde Stadt Teuchern in Sachsen-Anhalt eine nachhaltige Rolle gespielt haben. Es handelt sich dabei um Persönlichkeiten, die Ehrenbürger von Teuchern sind, hier geboren wurden oder gestorben sind und in Teuchern gewirkt haben.
Für die Persönlichkeiten aus den nach Teuchern eingemeindeten Ortschaften siehe auch die entsprechenden Ortsartikel.

## Ehrenbürger
- Herbert Karnstedt (1924–2014), Mitglied im Stadtrat Teuchern, überzeugte durch sein herausragendes Engagement und Verfasser des Teuchern-Liedes[1]

## Söhne und Töchter der Stadt
- Anton Zimmermann (* ? in Teuchern; † 1545 in Osterfeld), evangelischer Theologe[2]
- Reinhard Keiser (1674–1739), Komponist
- Johann Christian Schieferdecker (1679–1732), Organist und Komponist
- Johann David Heinichen (1683–1729), Komponist und Musiktheoretiker, geboren in Krössuln
- Carl Heinrich von Peistel (1704–1782), Hymnograph und Pietist, geboren in Nödlitz
- August Heinrich Ferdinand von Funcke (1787–1827), preußischer Landrat des Kreises Weißenfels und Abgeordneter des ersten Provinziallandtages der Provinz Sachsen
- Heinrich August von Helldorff (1794–1862), preußischer Generalmajor, geboren in Nödlitz
- Hugo Bach (1859–1940), Badearzt und Dramatiker
- Hermann Harnisch (1883–1951), Politiker (SPD, SED)
- Ernst Walkowski (1931–2011), Diplomat
- Wolfgang Blatt (* 1932), Fußballspieler, geboren in Wildschütz
- Dietrich Weise (1934–2020),  Fußballtrainer, geboren in Gröben, lernte in Teuchern das Fußball-ABC
- Ulrich Goerdten (* 1935), Schriftsteller, Kleinverleger und Bibliothekar
- Liane Lang (1935–2020), Politikerin (SED), war von 1970 bis 1990 Oberbürgermeisterin von Halle-Neustadt
- Peter „Eingehängt“ Meyer (* 1940), Keyboarder und Saxophonist der Puhdys, geboren in Wildschütz
- Jürgen Pahl (* 1956), Fußballer, u. a. Eintracht Frankfurt

## Persönlichkeiten, die mit der Stadt in Verbindung stehen
- Ekkehard II. (um 985–1046), war Graf im Gau Teuchern
- Johann Friedrich Fasch (1688–1758), Komponist, verbrachte nach dem Tod seines Vaters 1700 einige Zeit beim Teucherner Kaplan Gottfried Wegerig
- Christian Fürchtegott Gellert (1715–1769), Dichter und Moralphilosoph, hielt sich 1757–1764 vor den Wirren des Siebenjährigen Krieges zeitweise auf Wasserschloss Bonau auf
- Friedrich August Harnisch (1826–1903), Pädagoge, gründete 1856 die Privat-Lehrerbildungsanstalt Teuchern und wirkte von 1856 bis 1897 als 1. Lehrer bzw. ab 1874 als Rektor der Volksschule Teuchern
- Ferdinand Heine junior (1840–1920), Saatgutzüchter, Ornithologe, Eigentümer des Teucherner Rittergutes vom 1. Juli 1907 bis zu seinem Tode
- Hugo Launicke (1909–1975), Widerstandskämpfer gegen den Nationalsozialismus, KPD- und SED-Politiker, war von 1929 bis 1931 Mitglied der Unterbezirksleitung des KJVD in Teuchern
- Rüdiger Erben (* 1967), Politiker (SPD), parlamentarischer Geschäftsführer der SPD-Fraktion, kandidierte 2010 für das Bürgermeisteramt von Teuchern